# Eheposse
Eheposse (Originaltitel: Skylark) ist eine US-amerikanische Literaturverfilmung von 1941. Regie führte Mark Sandrich, der auch als Produzent auftrat. Die Hausfrau Lydia Kenyon, gespielt von Claudette Colbert, fühlt sich von ihrem Mann Tony (Ray Milland) vernachlässigt, sodass ihr das Werben des attraktiven Anwalts Jim Blake (Brian Aherne) gerade recht kommt.
Die Verfilmung beruht auf Samson Raphaelsons Geschichte Streamlined Heart, die vom 7. Januar bis 4. Februar 1939 in der Saturday Evening Post veröffentlicht und in der Folge als Roman herausgegeben wurde. Im selben Jahr wurde sie dann am Broadway unter dem Titel Skylark mit Gertrude Lawrence in der Hauptrolle aufgeführt.

## Handlung
Als Lydia Kenyon erfahren muss, dass ihr Mann Tony, ein Werbefachmann, sich noch nicht einmal die Zeit nimmt selbst ein Geschenk für sie anlässlich ihres fünften Hochzeitstages auszuwählen, sondern seinen Freund George Gorell damit beauftragt hat, versucht sie noch, das mit Humor zu nehmen. Als er dann jedoch auch noch gedankenlos ihren Koch an diesem Tag der hochnäsigen Myrtle Vantine, der Frau seines Arbeitgebers, überlässt, reicht es ihr und sie verlässt ihre eigene Cocktail-Party mit dem Anwalt Jim Blake, dessen Bekanntschaft sie gerade erst gemacht hat. Jims Versuch, sie zu verführen, widersteht sie allerdings, und kehrt dann nach einigen Stunden in ihr Haus zurück, wo die Party inzwischen vorbei ist. Tony glaubt, dass durch Lydias Verhalten seine Geschäftsverbindung mit den Vantines gefährdet sein könnte und besteht darauf, dass sie dort anruft, um sich für ihr Verhalten zu entschuldigen. Myrtle Vantine und Jim Blake verbindet nämlich eine Affäre.
Lydia nimmt dieses letzte Ansinnen Tonys zum Anlass, ihn zu verlassen und bittet Jim, sie mit den Scheidungsformalitäten vertraut zu machen. Tony indes versucht Lydia umzustimmen, indem er ihr erzählt, dass er seinen Job gekündigt und nun viel Zeit für sie habe. Durch einen Besuch Myrtle Vantines, die Lydia droht, ihren Mann zu entlassen, wenn sie ihre Verbindung zu Jim nicht aufgebe, erfährt Lydia, dass Tony sie belogen hat. Das hat zur Folge, dass Lydia auf eine schnelle Scheidung in Reno besteht.
Jim und Lydia verbringen nun viel Zeit miteinander, und Jim verliebt sich ernsthaft in Lydia. Tony weigert sich allerdings nach wie vor, die Scheidung zu akzeptieren. Er hat inzwischen seinen Job verloren und eine neue Stelle bei einer Behörde in Südamerika angenommen in der Hoffnung, Lydia zurückgewinnen zu können. Eine Entscheidung fällt, als Lydia und Jim beim Segeln in die Wirren eines Sturms geraten und Lydia plötzlich genau weiß, mit wem sie den Rest ihres Lebens verbringen will, mit Tony! Sie beendet ihre Beziehung mit Jim und sieht Tony schon im Hafen in Havanna wartend stehen, als ihr Schiff einläuft.

## Produktion

### Produktionsnotizen
Die Dreharbeiten erstreckten sich über den Zeitraum vom 29. Januar bis zum 2. April 1941.
Für die Kostüme zeichnete Edith Head verantwortlich, eine der Lieblings-Designerinnen von Claudette Colbert. Welchen Status Colbert für das Studio hatte, zeigt, dass allein achtzehn verschiedene Änderungen an ihrer Filmgarderobe auf ihre Intervention hin vorgenommen wurden. Das führte dann auch dazu, dass sie einige Kleidungsstücke für ihren Privatgebrauch erwarb. Colbert trug im Film außerdem Diamantenclips- und Armbänder der Firma De Beers, die ihre Produkte gern in Hollywood-Filmen der dreißiger Jahre platzierte.

### Hintergrund
Eheposse war eine Komödie der Art, wie sie in den frühen 1940er-Jahren in den amerikanischen Kinos beliebt waren. Sowohl Colbert als auch Milland waren Vertragsschauspieler bei Paramount. Colbert war zu dieser Zeit längst einer der Stars des Studios. Als man ihr die Rolle in Skylark antrug, bestand sie darauf, dass Milland die Rolle als ihr Ehemann erhielt. Ursprünglich war Melvyn Douglas für die Rolle des Tony Kenyon vorgesehen. Obwohl Louella Parsons in ihrer Klatschspalte am 7. Dezember 1940 ankündigte, dass George Brent von Warner Bros. an Paramount ausgeliehen werde, um neben Colbert und Milland den wichtigen dritten Part zu spielen, ging die Rolle des Jim Blake an Brian Aherne.
Die Seesturmsequenz während der Dreharbeiten bewirkte bei Colbert, dass ihr permanent übel war, sodass sie sich siebenundzwanzig blaue Flecken am Körper zuzog.

### Anpassung der Vorlage
Die Vorlage von Raphaelson wurde für den Film insoweit geändert, dass der Part, in dem ein angenommenes Kind zurück ins Waisenhaus geschickt wird, gestrichen wurde, da man meinte, den Fans von Claudette Colbert nicht zumuten zu können, dass sie so herzlos agiere.

### Veröffentlichung
Der Film kam am 19. November 1941, einen Tag vor Thanksgiving, in New York ins Kino und alles andere als ein Erfolg, wäre eine große Überraschung gewesen; am 21. November 1941 lief er dann allgemein in den USA an. Im Jahr 1942 startete er in folgenden Ländern: Portugal, Schweden, Mexiko und Finnland. Am 1. bzw. 12. Mai 1945 wurde er in den spanischen Städten Barcelona und Madrid gezeigt. In Frankreich wurde er 1946 veröffentlicht, in Japan 1950 und in Australien 1951. In der Bundesrepublik Deutschland wurde Eheposse erstmals am 31. Oktober 1985 im Fernsehprogramm von West 3 gezeigt.

### Nachwirkung
Claudette Colbert, Ray Milland und Brian Aherne übernahmen ihre Rollen in einer Lux-Radio-Theatre Sendung am 2. Februar 1942 erneut.

## Kritik
Für das Lexikon des internationalen Films stellte sich die Verfilmung als „[e]twas oberflächliche, aber angenehm unterhaltende und munter gespielte Ehekomödie“ dar.
Bosley Crowther von der New York Times nannte den Film eine freche und schmackhafte kleine Delikatesse. […] Er empfahl, sich eine Scheibe, des von den Paramount-Köchen aufgetischten frivolen Spasses, dieser Mann-Frau-Mann-Komödie, gewürzt mit unterschwelligem Witz, garniert mit fein eingesetzten Schauspielerleistungen, munden zu lassen, denn Skylark sei ein Catering-Traum.
Variety war durchaus angetan von der Verfilmung und den vorgenommenen Veränderungen in der Struktur der Geschichte im Hinblick auf Raphaelsons Original, die der Umsetzung auf der Leinwand zugutekommen würden. Unter der geschickten Leitung von Mark Sandrich als Produzent und Regisseur entfalte der Film ein schwungvolles Tempo, auch seien die komödiantischen Elemente sorgfältig akzentuiert. Gelobt wurde die Leistung von Claudette Colbert, die jede Zeile und Situation nutze für eine reizvolle Entfaltung. Ray Milland wurde eine erstklassige Leistung in seiner Rolle als Geschäftsmann bescheinigt, Brian Aherne ziehe die Aufmerksamkeit als geschmeidiger anderer Mann auf sich.

## Auszeichnung
Loren L. Ryder erhielt für die Oscarverleihung 1942 eine Nominierung für den Oscar in der Kategorie „Bester Ton“, musste sich jedoch Jack Whitney geschlagen geben, der die Trophäe für seine Leistung in dem Filmdrama Lord Nelsons letzte Liebe mit nach Hause nehmen durfte.